# Saint-Mathieu (Québec)
Pour les articles homonymes, voir Saint-Mathieu.
Saint-Mathieu est une municipalité dans la municipalité régionale de comté de Roussillon au Québec (Canada), située dans la région administrative de la Montérégie.

## Histoire

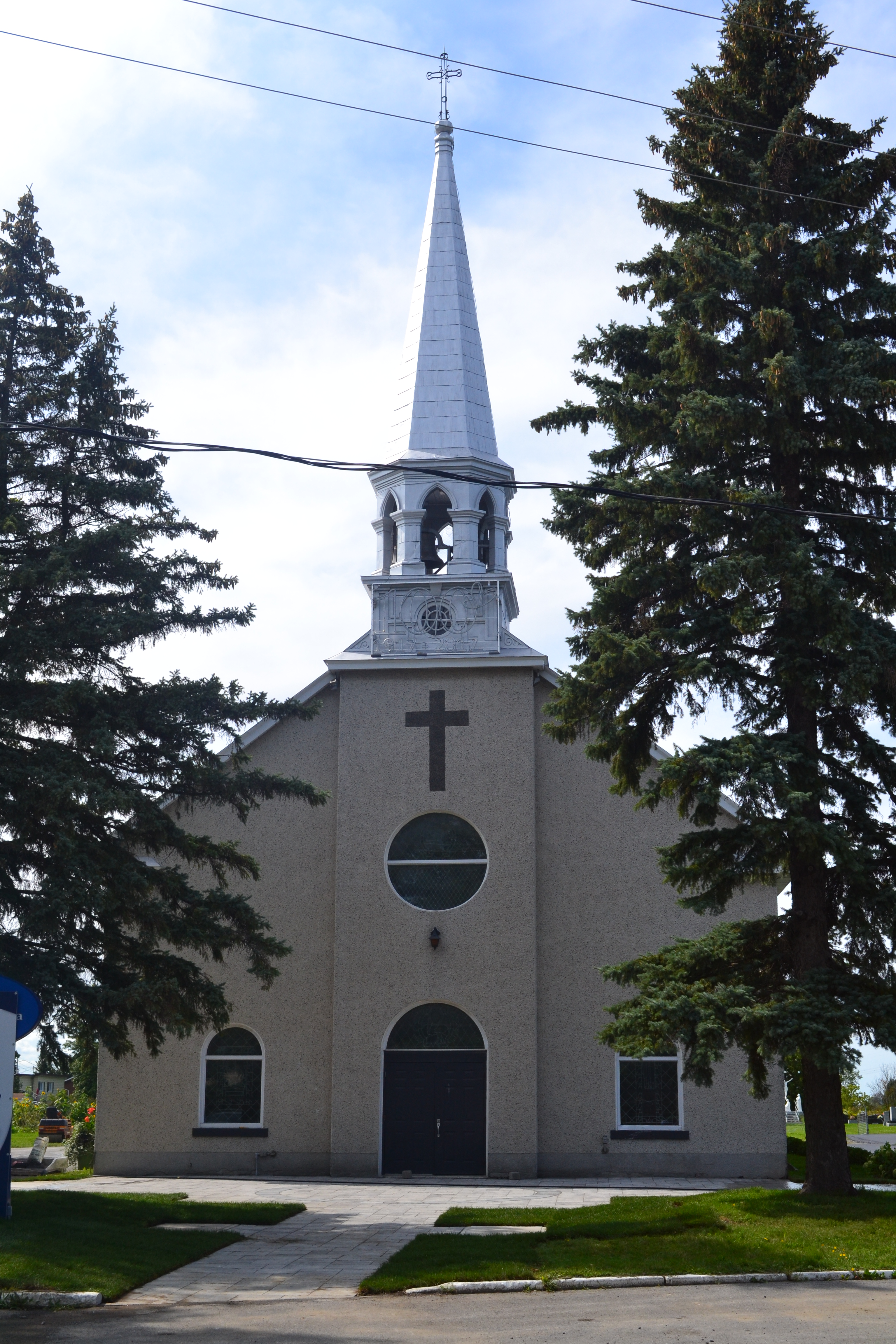
Église de Saint-Mathieu

La municipalité est fondée le 19 mars 1921 de parcelles des paroisses de Saint-Constant, Saint-Édouard, Saint-Philippe et Saint-Michel.

## Géographie
La municipalité, d'une superficie de 32,27 km2, est implantée en zone agricole le long de la rivière à la Tortue, qui la traverse du sud-est au nord. Elle située à une vingtaine de minutes des ponts Champlain et Honoré-Mercier, au sud-ouest de Montréal, à proximité de la croisée des autoroutes  15 et 30 et de la route 132. La municipalité fait partie de la Communauté métropolitaine de Montréal.

### Municipalités limitrophes
Saint-Mathieu est limitrophe des villes de Saint-Philippe, Candiac et Saint-Constant et est bordé au sud par la MRC des Jardins-de-Napierville.

## Démographie
| 1991  | 1996  | 2001  | 2006  | 2011  | 2016  | 2021  |
| ----- | ----- | ----- | ----- | ----- | ----- | ----- |
| 1 753 | 1 925 | 1 961 | 1 894 | 1 879 | 2 156 | 2 339 |

## Administration
Les élections municipales se font en bloc pour le maire et les six conseillers.
| Saint-Mathieu Maires depuis 2003                                                                                     |                       |         |          |
| Élection | Maire                 | Qualité | Résultat |
| 2003 | Yves Monette          |         | Voir     |
| 2005 | Lise Poissant-Charron |         | Voir     |
| 2009 | Lise Poissant-Charron | Voir    |          |
| 2013 | Lise Poissant-Charron | Voir    |          |
| 2017 | Lise Poissant-Charron | Voir    |          |
| 2021 | Lise Poissant-Charron | Voir    |          |
| Élection partielle en italique Depuis 2005, les élections sont simultanées dans toutes les municipalités québécoises |                       |         |          |

## Urbanisme
Le périmètre urbain est desservi par les services d'aqueduc et d'égouts.

## Éducation
L'école primaire Jacques-Barclay désert la population.